# Католицизм на Филиппинах
Католицизм на Филиппинах или Римско-Католическая Церковь на Филиппинах является частью всемирной Католической церкви. Численность католиков в стране составляет около 70,5 млн человек (81 % от общей численности населения). Филиппины занимают третье место в мире по численности католиков после Бразилии и Мексики. Одна из двух (наряду с Восточным Тимором) азиатских стран, где католики составляют значительное большинство населения. В стране проживает около 50 % всех католиков Азии.

## История
Миссионерская деятельность Католической церкви на Филиппинах началась после их открытия в 1521 году мореплавателем Фернаном Магелланом. Согласно историческим документам первая месса на Филиппинах совершилась в пасхальное воскресенье 31 марта 1521 года в порте Мазауа. Это событие было записано венецианским мемуаристом Антонио Пигафеттой, который путешествовал в составе испанской экспедиции Фернана Магеллана. Во время экспедиции Фернана Магеллана были крещены раджа Себу Хумабон и его жена Хумавай. Фернан Магеллан после их крещения подарил им статую Младенца Иисуса, которая сегодня является одним из старейших религиозных артефактов, почитаемой филиппинцами.
В 1565 году на острова прибыли первые европейские миссионеры из монашеского ордена августинцев в составе экспедиции испанского лейтенанта Мигеля Лопеса де Легаспи, которая высадилась на острове Себу. После этой экспедиции началась постепенная колонизация островов Испанией. Позднее на Филиппины в XVI веке прибыли францисканцы, иезуиты, доминиканцы и иоанниты. Остров Себу стал миссионерским центром миссионерской деятельности Католической церкви. С этого острова на другие филиппинские острова отправлялись католические миссионеры, среди которых наиболее известен Альфонсо Хименес, который проповедовал на острове Лусон. В 1571 году священник Ферерра отправился на северные острова, где основал основал первую католическую общину в Маниле. В 1579 году Святой Престол учредил Манильскую епархию, которая в 1595 году была преобразована в митрополию с епархиями Нуэва-Сеговии, Нуэва-Касарма и Себу. В 1581 году первым епископом Манилы был назначен доминиканец Доминго де Саласар.
В последующие века Филиппины стали центром миссионерской деятельности, откуда отправлялись католические священнослужители в другие страны Дальнего Востока. Для обращения местных жителей в католичество Испания применяла особую экономическую политику «энкомьенда». Подобная политика использовалась также в Южной Америке при миссионерской деятельности иезуитов среди индейцев. Согласно этой политике крещённые аборигены подпадали под защиту испанской короны и получали различные экономические преференции, в результате чего на Филиппинах началось массовое обращение местных жителей в католицизм. К началу XVII века на филиппинских островах уже проживало около трёхсот тысяч католиков и в первой четверти этого же века было крещено почти всё население островов.
Католическая церковь занималась активной социальной деятельностью среди местного населения. В 1595 году иезуиты основали первую школу на Филиппинах, которая в 1601 году была преобразована в семинарию святого Иосифа. В 1611 году был основан университет святого Фомы. В Маниле доминиканцы основали колледж Ateneo de Manila, который сыграл важнейшую роль в формировании местной научной интеллигенции.
С XIX века началась постепенная замена европейских священнослужителей местными. К середине этого века местные священнослужители уже возглавляли большинство приходов. Местное духовенство сыграло важную роль в обретении независимости страны. В 1872 году были испанские колониальные власти казнили трёх священников (на Филиппинах их называют общим названием «Гомбурса»). Их казнь вызвала патриотическое движение, приведшее в Филиппинской революции 1896 - 1898 годов. 
После испанско-американской войны в 1891 году острова перешли под контроль США, в результате чего церковь была отделена от государства. Руководство епархиями стало переходить под управление американских иерархов, что вызвало недовольство среди местных священнослужителей, которые занимали происпанскую позицию. В частности, в результате этого недовольства возникла независимая церковь, которую основал священник Грегорио Аглипай. В 1902 году Римский папа Лев XIII издал буллу «Quae mari Sinico», которой учредил новые епархии на Филиппинах.
В 1951 году Римский папа Пий XII издал бреве «Ad Christifidelium salutem», которой учредил на Филиппинах апостольскую нунциатуру. В 1986 году католическое духовенство активно участвовало в так называемой Революции розария, после которой был свержён диктаторский режим Фердинанда Маркоса и к власти пришла Корасон Акино.

## Статистика
Централизованным органом управления Католической церковью в стране является Конференция католических епископов Филиппин. На 2010 год в стране действовали 16 митрополий, 56 епархий, 6 территориальных прелатур, 1 военный ординариат, 7 апостольских викариатов, 3018 приходов, 128 епископов, 5528 епархиальных священников, 2788 священников-монахов, 1204 монаха и 12 579 монахинь.